# Not That Far Away (canção)
"Not That Far Away" é uma canção da atriz e cantora americana Jennette McCurdy. É o primeiro single oficial da cantora do seu primeiro extended play de mesmo nome Not That Far Away e do seu álbum de estréia, de nome homônimo.

## Lançamento
A canção foi lançada nas rádios do país em 24 de maio de 2010 e disponível para download no dia 1 de junho de 2010. A canção é o single de estréia e o lead-off único do seu novo álbum, Jennette McCurdy, com a Capitol Nashville.

## Informações da Canção
A canção "Not That Far Away" foi vencedora de uma votação, que aconteceu no site The Boot, que a gravadora Capitol Nashville promoveu para que os fãs pudessem escolher a sua música favorita das 6 prévias liberadas pela gravadora da artista. As 6 prévias foram das músicas: "Not That Far Away", "Never Let Me Down", "Break Your Heart", "Better", "Stronger" e "Put Your Arms Around Someone"; A canção com mais votos iria determinar seu o primeiro debut single da cantora. A música "Not That Far Away" ganhou com 30% da votação final. Em uma das suas primeiras apresentações, na Rádio KMLE Country 108 EUA, em sua Rádio Tuor, para a divulgação de seu álbum, Jennette falou sobre a música "Not That Far Away" antes de canta-la e o sentimento que ela apresenta para a cantora, e ela revelou: "Not That Far Away foi escrita para minha mãe que eu sinto muita falta, a canção diz o que eu pretendo fazer na minha carreira musical. A música é muito especial para mim e transmite um lindo sentimento !"
Para quem conhece a história da cantora sabe que essa homenagem para a mãe através da música "Not That Far Away", foi por que a mãe da Jennette McCurdy já sofreu um câncer de mama e com isso as consequências causadas devido a essa situação fez com que a Jennette quis se tornar atriz.

## Interpretação
A canção descreve o cenário de uma jovem, que sonha em se tornar uma artista, saindo da cidade de Nashville, Tennessee, em busca de seu sonho indo para Califórnia. No decorrer da canção a jovem diz o que quer fazer no mundo da música e acredita que está mais perto a cada dia. No refrão e no final, ela assegura a sua mãe que "não está tão longe" de sua terra natal, e sim está correndo atrás dos seus sonhos, tentando escrever a história da sua vida, na Califórnia.

## Desempenho em Charts
Not That Far Away" estreou em #58 na Billboard E.U. Hot Country Songs no gráfico da semana de 10 de julho de 2010.
| Top (2010)                  | Melhor posição |
| --------------------------- | -------------- |
| Billboard Hot Country Songs | 58             |